# Gastón Gaudio
Gastón Norberto Gaudio (Buenos Aires, 9 dicembre 1978) è un allenatore di tennis ed ex tennista argentino.

## Carriera
Passato al professionismo nel 1996, l'argentino, che gioca con la mano destra, si è subito distinto per il suo gioco da fondo campo, che rende al meglio soprattutto sulla terra rossa dove la palla viaggia a velocità inferiori. Nonostante un fisico minuto (175 cm per 70 kg di peso) l'argentino è riuscito a costruirsi un buon servizio, con il quale si apre spesso il campo, riuscendo così a sfruttare appieno il suo colpo migliore, il rovescio ad una mano.
Gaudio è salito alla ribalta nel 2004, quando da medio outsider riuscì a conquistare il Roland Garros. Nella finale contro il connazionale Guillermo Coria l'argentino riuscì a rimontare da due set di svantaggio e di imporsi poi per 8-6 nel quinto parziale. Quel successo fu il preludio a quella che è stata la sua migliore stagione, ovvero il 2005: in quell'anno Gaudio vinse cinque tornei, issandosi alla quinta posizione nella classifica ATP (suo best ranking).

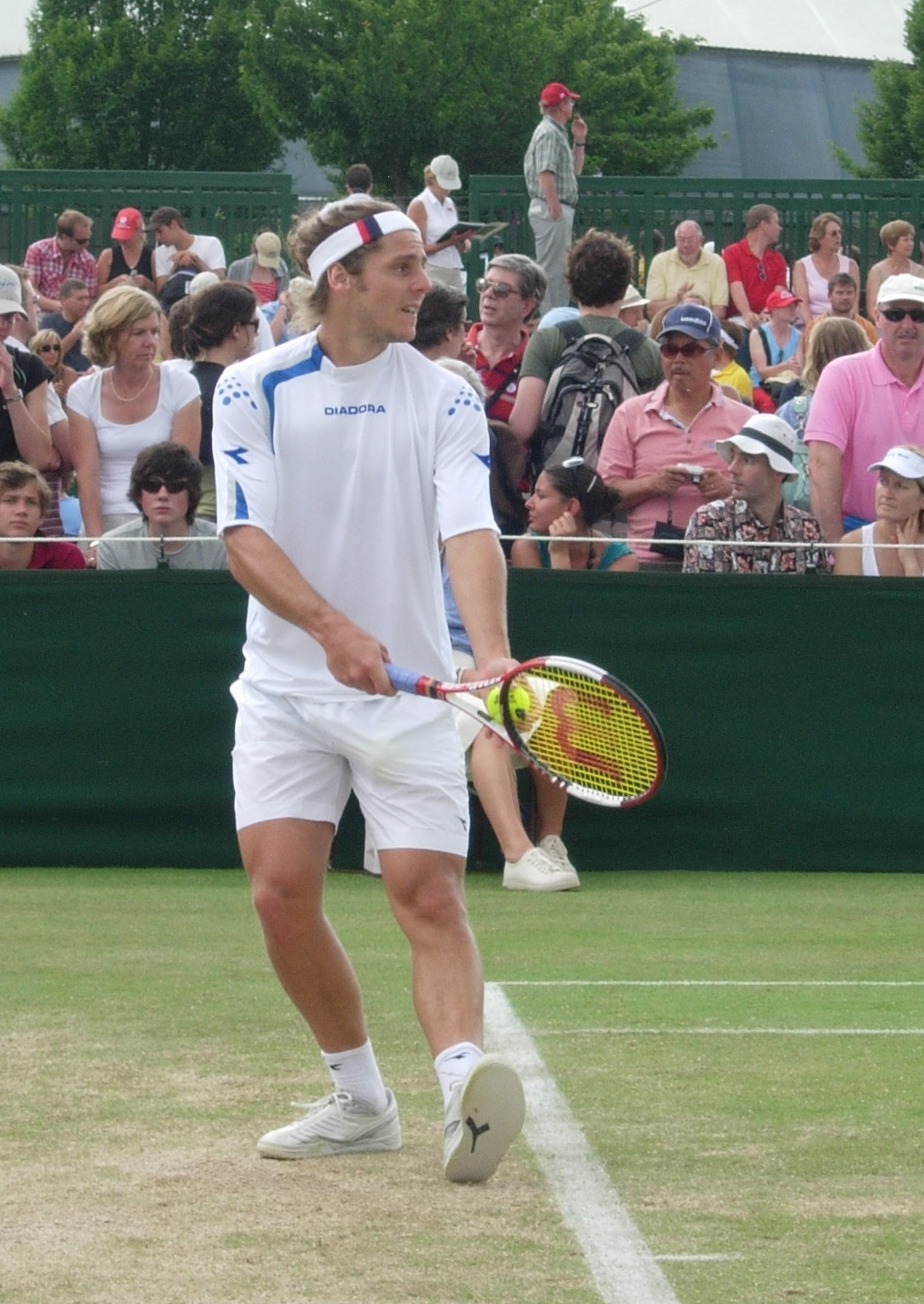
Gaston Gaudio a Wimbledon 2006

Dal 2006 Gaudio ha iniziato una lenta ed inarrestabile discesa: il suo gioco ha perso man mano incisività e ha dimostrato sempre meno capacità di restare concentrato per un intero match, peraltro senza far intravedere margini di risalita. Non solo l'argentino non è più riuscito a vincere un torneo ma ha iniziato a perdere da giocatori dal ranking inferiore del suo. Nel 2007 è crollato in 73ª posizione. Nel 2008 cede ancora numerose posizioni ed arriva alla numero 585, prima di decidere di ritirarsi.
Ad inizio 2009 decide di rientrare. Il rientro avviene ad Iquique, dove si ritira ai quarti contro l'argentino Juan Pablo Brzezicki. Il suo secondo torneo stagionale avviene a Buenos Aires, dove perde nel primo turno dallo spagnolo Daniel Gimeno Traver per 2-6 6-4 2-6. Perde al secondo turno del torneo di Santiago per mano del tennista argentino Mariano Zabaleta per 6-4 2-6 3-6. Tenta di partecipare al torneo ATP World Tour Masters 1000 Miami, ma viene eliminato al primo turno delle qualificazioni dal tennista russo Evgenij Korolëv per 2-6 6-3 5-7. La stessa cosa avviene a Houston, dove perde al primo turno delle qualificazioni per mano del tennista serbo Dušan Vemić per 6(4)–7 4-6. A Barcellona viene eliminato al secondo turno dal tennista spagnolo Tommy Robredo per 6(6)–7 1-6.
Vince il primo torneo del ritorno a Tunisi, vincendo contro Frederico Gil per 6-2 1-6 6-3. Perde al primo turno del torneo dell'Estoril da Fabio Fognini per 3-6 4-6; arriva ai quarti a Bordeaux perdendo contro il francese Laurent Recouderc per 6-2 4-6 4-6. Partecipa al Roland Garros grazie ad una wild card, ma perde al primo turno contro Radek Štěpánek per 3-6 4-6 1-6. Esce al primo turno al torneo di Poznan perdendo contro Rui Machado per 2-6 4-6. Esce al primo turno al torneo di Gstaad perdendo da Mikhail Youznhy per 3-6 7-5 4-6. Stessa cosa al torneo di San Marino, uscendo di scena contro il tennista italiano Andreas Seppi per 0-6 6-4 0-6. Perde al primo turno il torneo di Cordenons, uscendo di scena contro Alberto Martín per 6-4 1-6 3-6. Perde al terzo turno delle qualificazioni del torneo di Ginevra contro Dmitrij Sitak per 1-6 4-6. Perde al primo turno delle qualificazioni dell'U.S. Open contro Julian Reister per 1-6 6(3)–7.
Dopo un anno di inattività si ritira ufficialmente nel settembre 2011.

## Statistiche

### Finali del Grande Slam (1)

#### Vinte (1)
| Anno | Torneo          | Avversario in finale | Punteggio               |
| 2004 | Open di Francia | Guillermo Coria      | 0-6, 3-6, 6-4, 6-1, 8-6 |

### Singolare

#### Vittorie (8)
| Legenda                                                |
| Grande Slam (1)                                        |
| ATP World Tour Finals (0)                              |
| Masters Series / ATP Masters 1000 (0)                  |
| ATP International Series Gold / ATP World Tour 500 (2) |
| ATP International Series / ATP World Tour 250 (5)      |

| Numero | Data             | Torneo                             | Superficie    | Avversario in finale | Punteggio               |
| 1.     | 28 aprile 2002   | Torneo Godó, Barcellona            | Terra rossa   | Albert Costa         | 6-4, 6-0, 6-2           |
| 2.     | 5 maggio 2002    | Majorca Open, Maiorca              | Terra rossa   | Jarkko Nieminen      | 6-2, 6-3                |
| 3.     | 6 giugno 2004    | Open di Francia, Parigi            | Terra battuta | Guillermo Coria      | 0-6, 3-6, 6-4, 6-1, 8-6 |
| 4.     | 6 febbraio 2005  | Movistar Open, Viña del Mar        | Terra rossa   | Fernando González    | 6-3, 6-4                |
| 5.     | 13 febbraio 2005 | ATP Buenos Aires, Buenos Aires     | Terra rossa   | Mariano Puerta       | 6-4, 6-4                |
| 6.     | 1º maggio 2005   | Estoril Open, Estoril              | Terra rossa   | Tommy Robredo        | 6-1, 2-6, 6-1           |
| 7.     | 10 luglio 2005   | Allianz Suisse Open Gstaad, Gstaad | Terra rossa   | Stan Wawrinka        | 6-4, 6-4                |
| 8.     | 30 luglio 2005   | Austrian Open, Kitzbühel           | Terra rossa   | Fernando Verdasco    | 2-6, 6-2, 6-4, 6-4      |

#### Finali perse (8)
| Legenda                           |
| Grande Slam (0)                   |
| Tennis Masters Cup (0)            |
| ATP Masters Series (0)            |
| ATP International Series Gold (5) |
| ATP International Series (3)      |

| Nº | Data             | Torneo                             | Superficie  | Avversario della finale | Risultato               |
| -- | ---------------- | ---------------------------------- | ----------- | ----------------------- | ----------------------- |
| 1. | 24 luglio 2000   | Mercedes Cup, Stoccarda (1)        | Terra rossa | Franco Squillari        | 6–3, 3–6, 4–6, 6–4, 6–2 |
| 2. | 19 febbraio 2001 | Movistar Open, Viña del Mar        | Terra rossa | Guillermo Coria         | 4–6, 6–2, 7–5           |
| 3. | 15 luglio 2002   | Allianz Suisse Open Gstaad, Gstaad | Terra rossa | Àlex Corretja           | 6–3, 7–6, 7–6           |
| 4. | 3 maggio 2004    | Torneo Godó, Barcellona            | Terra rossa | Tommy Robredo           | 6–3, 4–6, 6–2, 3–6, 6–3 |
| 5. | 12 luglio 2004   | Swedish Open, Båstad               | Terra rossa | Mariano Zabaleta        | 6–1, 4–6, 7–6           |
| 6. | 19 luglio 2004   | Mercedes Cup, Stoccarda (2)        | Terra rossa | Guillermo Cañas         | 5–7, 6–2, 6–0, 1–6, 6–3 |
| 7. | 26 luglio 2004   | Generali Open, Kitzbühel           | Terra rossa | Nicolás Massú           | 7–6, 6–4                |
| 8. | 25 luglio 2005   | Mercedes Cup, Stoccarda (3)        | Terra rossa | Rafael Nadal            | 6–3, 6–3, 6–4           |

### Doppio

#### Vittorie (3)
| Numero | Data             | Torneo                      | Superficie  | Compagno           | Avversario in finale              | Punteggio       |
| 1.     | 16 febbraio 2004 | Movistar Open, Viña del Mar | Terra rossa | Juan Ignacio Chela | Nicolás Lapentti Martín Rodríguez | 7–6, 7–6        |
| 2.     | 19 aprile 2004   | Estoril Open, Estoril       | Terra rossa | Juan Ignacio Chela | František Čermák Leoš Friedl      | 6–2, 6–1        |
| 3.     | 24 luglio 2006   | Mercedes Cup, Stoccarda     | Terra rossa | Maks Mirny         | Yves Allegro Robert Lindstedt     | 7–5, 6–7, 12-10 |